# Brama Lubicka w Toruniu
Brama Lubicka – wschodnia brama miejska znajdująca się w pobliżu ul. Dobrzyńskiej, element Twierdzy Toruń. Została oddana do użytku w październiku 1894 roku. W jej pobliżu znajdowały koszary wybudowane w tym samym roku. Brama Lubicka istniała co najmniej do 1925 roku. Do bramy prowadził XIX-wieczny most, zasypany w latach 20. XX wieku, odnaleziony w 2018 roku podczas budowy ronda Pokoju Toruńskiego.